# كوري نيلسون
كوري نيلسون هو لاعب هوكي الجليد كندي، ولد في 22 أغسطس 1976 في Oromocto ‏ في كندا.

## وصلات خارجية
- كوري نيلسون على موقع دوري الهوكي الوطني (الإنجليزية)
- كوري نيلسون على موقع EliteProspects.com (الإنجليزية)
- كوري نيلسون على موقع Eurohockey.com (الإنجليزية)
- كوري نيلسون على موقع HockeyDB.com (الإنجليزية)